# Westsplaining
El término westsplaining es un neologismo anglófono basado en la composición de las palabras west ('occidente') y explaining ('explicar') de índole peyorativo que representa una crítica de las opiniones sociopolíticas del mundo occidental sobre Europa central y oriental y sus relaciones históricas con la Unión Soviética y posteriormente con la Federación de Rusia. La palabra se volvió viralmente popular durante la invasión rusa de Ucrania que se dio en febrero de 2022 después de que Jan Smoleński y Jan Dutkiewicz la definieran como «[el] fenómeno de las personas de la anglosfera endosando su esquema analítico y prescripciones políticas en la región [de Europa Central y del Este]».
Este término guarda semejanza con otros como mansplaining, whitesplaining, jewsplaining y rightsplaining en el sentido de que una persona da una explicación a otra sobre un tema de manera condescendiente y arrogante.

## Origen del término
El término se utilizó por primera vez en un artículo de Balkan Insight de 2017 que un editor tituló 'Westsplaining the Balkans'. El autor Srdjan Garcevic afirmaba que «el balcanismo da a luz al peor tipo de turista: el tipo que, después de leer un libro y pasar unos días en la región westsplains, habla de la historia y la política de las 'llanuras occidentales' a los lugareños».

## Uso durante la invasión rusa en Ucrania de 2022
En su ensayo del 4 de marzo de 2022, Smoleński y Dutkiewicz argumentaron en The New Republic que el análisis de la invasión rusa de Ucrania en 2022 por parte de la sociedad occidental ignoraba el punto de vista de los académicos de Europa del Este, quienes reaccionaron describiendo la actitud como una especie de westsplaining. Los autores acusaron a académicos anglosajones y comentaristas políticos tanto de izquierda como de derecha, incluidos John Mearsheimer, Jeffrey Sachs, Yanis Varoufakis, Tucker Carlson y Mariana Mazzucato, de centrarse en la ampliación de la OTAN y las relaciones Rusia-Estados Unidos como de importancia primordial, descuidando el derecho legal internacional de autodeterminación de Ucrania. El erudito legal Patryk Labuda describió el westsplaining en este contexto como ignorar el imperialismo ruso con explicaciones condescendientes respecto a la invasión, a favor de la expansión de la OTAN como principal factor causal. .
La popularidad del término westsplaining continuó en junio del mismo año en relación con políticos occidentales de «alto estatus» en Twitter que discrepaban de la analogía entre el supuesto racismo ruso contra los ucranianos y el racismo contra los estadounidenses negros.

## Críticas
Yanis Varoufakis, un economista y político griego acusado de hacer westsplaining por Smoleński y Dutkiewicz, interpretó el término como la negación de la agencia política de los europeos del Este. Varoufakis respondió a las críticas diciendo que estaba al tanto de la opinión de los orientales de que la no expansión de la OTAN aún habría llevado a una invasión rusa de Ucrania, pero no estaba de acuerdo con ella. Argumentó que tanto el punto de vista de los orientales como la hipótesis alternativa, que la no expansión de la OTAN no habría llevado a ninguna guerra ni a «tensiones peligrosas en Europa del Este», eran contrafactuales improbables , y que desdeñar una opinión por ser una "explicación occidental" era faltar a un diálogo respetuoso.